# Natsumi Abe

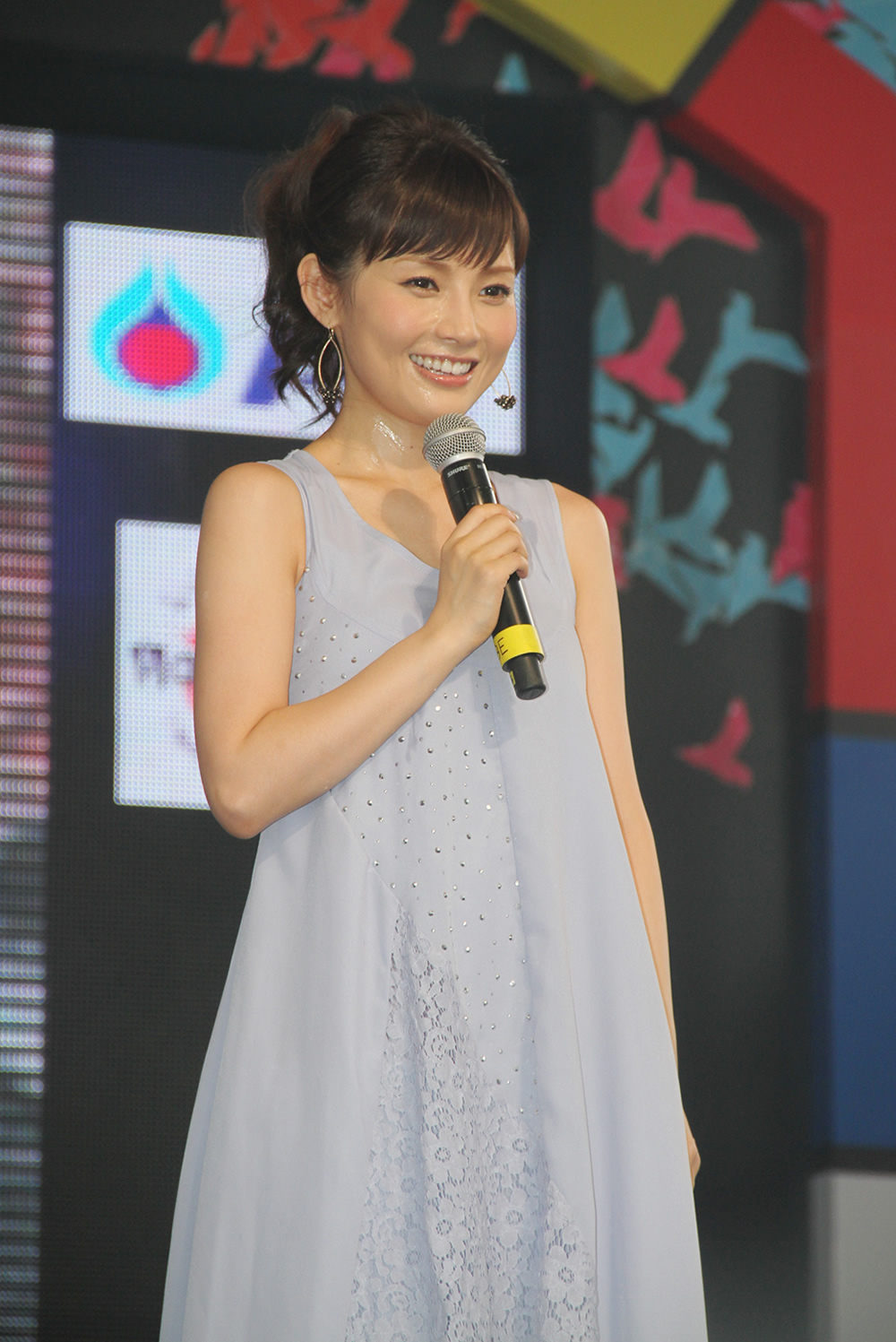
Natsumi Abe (2014)

Natsumi Abe (安倍 なつみ, Abe Natsumi), född den 10 augusti 1981 i Hokkaido, Japan, är en japansk sångerska och skådespelerska.
Natsumi är en före detta medlem i musikgruppen Morning Musume. Under hennes tid i Morning Musume var det ofta hon som hade huvudstämman medan de andra medlemmarna var bakgrundssångerskor och dansare. 
Natsumi har totalt sålt över 500 000 exemplar i Japan. Hennes bäst sålda singel är 22s. Under 2010 släppte hon två album, ett minialbum och tolv singlar.

## Karriär

### 1998
Natsumi var en av de fem "förlorande" flickorna i en talangjakt efter en ny japansk popstjärna. Efter tävlingen erbjöd musikern och producentern Tsunku Natsumi och de fyra andra förlorande flickorna (Kaori Iida, Asuka Fukuda, Yuko Nakazawa och Aya Ishiguro) chansen att få bilda en grupp tillsammans. Det enda kravet var att de skulle sälja 50 000 kopior av deras sång Ai no Tane på fem dagar. De lyckades på den fjärde dagen. Så föddes Morning Musume.

### 2003
Natsumi släppte sin första solosingel 22sai no Watashi (22 år gamla jag) den 13 augusti 2003, bara några dagar efter det att hon fyllt 22 år. Hennes första album, Hitoribocchi (Ensamhet), släpptes den 4 februari 2004. Albumet hade många soloversioner av Morning Musumes låtar.
Hon gjorde också en duett med Yosumi Keiko, en före detta medlem i Rokusenmon, och gjorde en så kallad "mor och dotter"-sång som släpptes för att förbereda hennes solokarriär.

### 2004
Natsumi slutade i Morning Musume för att fokusera på sin solokarriär. Hon blev tillfälligt avstängd för anklagande av plagiat men tidigt 2005 blev hon aktiv igen. Sången som redan var inspelad och klar och var meningen skulle bli hennes singel var Nariyamai Tambourine (Tamburinen som inte slutar låta) släpptes aldrig på grund av hennes avstängning. Låten var i stället med på Abe's Best of Album som släpptes 2008.

### 2005
I augusti släpptes Natsumis femte singel Koi no Hana (Kärlekens blomma) och hon blev en del i Hello!Project speciella unit DEF.DIVA (Definitive Diva) tillsammans med före detta Morning Musume-medlemmarna Maki Goto, Rika Ishikawa och Aya Matsuura. Hennes sjätte singel Takaramono (Skatt) släpptes i november baserad på dramat med samma namn där Abe hade huvudrollen som Sen.

### 2006
Under våren 2006 släpptes nya singeln Swettholic, tillsammans med Natsumis andra album 2nd ~Shimiwataru Omoi~ (det andra ljuset på känslor). I juni 2006 släppte Natsumi singeln The Stress, vilket var en cover på låten som släpptes 1989 av Chisato Moritaka. 
I oktober släpptes Natsumi singeln Amasugita Kajitsu (För söt frukt) som nådde en femte plats på Oriconlistan. Det var den bästa placering sedan Koi no Telephone Goal (Kärlekens Telefonsamtal) 2004.

### 2007
Natsumi åtalades efter att ha orsakat en trafikolycka 6 oktober 2007. Enligt polisen försökte hon göra en högersväng från en parkering och råkade träffa en motorcykel. Natsumi var oskadd men motorcykelföraren hade några mindre skador på armbågen och nacken. Hon hade bara haft sitt körkort i mindre än ett år och hade fortfarande övningskörs-skylten kvar på bilen.
Den 19 oktober blev det offentligt att Abe tillsammans med °C-ute medlemmen Yajima Maimi skulle släppa en singel. Singeln som heter 16sai no Koi Nante (16-årig kärlek) släpptes den 16 januari 2008. Det blev den första singel som släpptes i Hello! Project år 2008.

### 2008-2009
Den 5 oktober 2008 uppträdde Natsumi på 30-årsfirandet av byggnaden Sunshine City i Ikebukuro. Hon uppträdde tillsammans med artister som var väldigt stora på 1980-talet.
Den 19 oktober 2008 publicerades information att Natsumi skulle tillsammans med resten av Elder Club sluta i Hello!Project 31 mars 2009.

### 2010–2016
I ett sent 2010 släppte Natsumi Abe singeln Ame Agari no Niji no Youni (Som en regnbåge efter regn). Natsumi Abe och Yamazaki Ikusaburo träffas när de båda spelade ett gift par i pjäsen "Arashigaoka" (Wuthering heights) i juli 2011, och i augusti rapporteras att de har ett förhållande.
Natsumi Abe gifter sig med skådespelaren Yamazaki Ikusaburo den 29 december 2015. 26 juli 2016 föder Natsumi Abe en son.